# عرب حسن كبير
عرب حسن كبير قرية سوريّة تتبع إداريّاً لمحافظة حلب منطقة منبج ناحية مركز منبج، بلغ تعداد سكانها 2,415 نسمة حسب التعداد السكاني لعام 2004.